# Cissampelos sympodialis
Cissampelos sympodialis är en tvåhjärtbladig växtart som beskrevs av August Wilhelm Eichler. Cissampelos sympodialis ingår i släktet Cissampelos och familjen Menispermaceae. Utöver nominatformen finns också underarten C. s. grandifolia.